# Marvin Martin
Marvin Martin (* 10. Januar 1988 in Paris) ist ein französischer ehemaliger Fußballspieler.

## Karriere

### Verein
Martin wurde in Paris geboren und begann seine Karriere als Sechsjähriger bei dem traditionsreichen Verein CA Paris. Nach zwei Jahren wechselte er zu Montrouge CF, einem Verein in den südlichen Pariser Vororten. Mit dem U-13-Team gewann er 1997 die Coupe de Paris. Nach starken Leistungen in den verschiedenen Juniorenteams verpflichtete ihn 2002 der FC Sochaux für seine Jugendabteilung. Dort gewann er 2007 mit der U-19-Auswahl die Coupe Gambardella, den französischen Vereinspokal für Jugendmannschaften. In der Saison 2007/08 kam er in 32 Partien für die Amateurmannschaft von Sochaux im Championnat de France Amateur zum Einsatz, in denen er drei Treffer erzielen konnte. Nach der Saison unterschrieb er seinen ersten Profivertrag, der zunächst eine Dauer von drei Jahren beinhaltete.
Am 30. August 2008 (4. Spieltag) debütierte Martin beim 4:1-Sieg gegen Olympique Marseille in der Ligue 1. Er kam in der Folgezeit zu regelmäßigen Einsätzen und schoss am 13. Mai 2009 (35. Spieltag) beim 3:0-Erfolg über AS Monaco seinen ersten Ligatreffer. Nach 27 Ligaeinsätzen in seiner ersten Spielzeit 2008/09 und weiteren 36 in der Saison 2009/10 wurde er in der Saison 2010/11, nachdem Spielmacher Stéphane Dalmat den Verein verlassen hatte, endgültig zu einem Fixpunkt in der Mannschaft. In dieser Saison war Martin bester Vorlagengeber der Liga und wurde für den UNFP Young Player of the Year Award nominiert.
Zur Saison 2012/13 wechselte Martin für eine Ablösesumme von rund 10 Millionen Euro zum Ligakonkurrenten OSC Lille, bei dem er einen Fünf-Jahres-Vertrag unterschrieb. 2012/13 kam Martin auch zu seinen ersten Einsätzen in der UEFA Champions League. Neben den beiden Playoff-Partien gegen den FC Kopenhagen kam er auch in fünf Spielen der Gruppenphase gegen FC Bayern München, BATE Baryssau und FC Valencia zum Einsatz.
2017 schloss der Mittelfeldakteur sich dem Zweitligisten Stade Reims an.

### Nationalmannschaft
Martin wurde am 19. November 2008 im Spiel gegen Dänemark erstmals in der französischen U-21-Nationalmannschaft eingesetzt. Auch in der Qualifikation zur U-21-Europameisterschaft 2011 kam er zu einigen Einsätzen, die Qualifikation zur Endrunde gelang jedoch nicht.
Am 6. Juni 2011 debütierte Martin in der französischen A-Nationalmannschaft. Im Spiel gegen die Ukraine wechselte Trainer Laurent Blanc ihn beim Spielstand von 1:1 in der 76. Minute ein. Martin entschied das Spiel in der Schlussphase mit zwei Treffern und einer Torvorlage innerhalb von nur vier Minuten fast im Alleingang und führte die Franzosen noch zu einem 4:1-Erfolg. Martin stand im Aufgebot für die Europameisterschaft 2012 und wurde dort auch in den Gruppenspielen gegen England und Gastgeber Ukraine eingesetzt.

## Erfolge

### Titel
- Coupe Gambardella: 2007

### Auszeichnungen
- Spieler des Monats der Ligue 1: Januar 2011